# Plan de Virginie
Le 29 mai 1787, durant la convention de Philadelphie, Edmund Randolph propose à l'assemblée un programme conçu au préalable par les délégués de la Virginie. Ce programme, le Virginia Plan ou Randolph Plan, avait été élaboré dans le temps d'attente pour la réalisation du quorum à la convention en s'appuyant sur l'expérience acquise par les délégués lors de la conception de la Constitution de la Virginie. James Madison avait fait un important travail préparatoire dans les mois qui précédaient, publiant notamment un memorandum (Vices du système politique des États-Unis) dans lequel il pointait des défauts constitutifs de la confédération. Il joue un rôle prépondérant dans l'élaboration du Virginia Plan et il rédige l'essentiel de la proposition que Randolph présente en quinze points. À l'époque, l'essentiel des documents est manuscrit, mais l'exemplaire de Randolph de ce plan n'existe plus. Il en reste quatre copies connues : celles de Madison, de Washington, David Brearley et James McHenry.

## Contenu du plan
Randolph propose en substance :
1. D'amender et élargir les Articles de la Confédération afin qu'ils atteignent mieux leur but ;
2. Que la représentation des États dans le système législatif se fasse proportionnellement à leur contribution ou à leur nombre d'habitants libres (selon ce qui parait le plus approprié) ;
3. Que le système législatif soit constitué de deux « branches » (deux chambres) ;
4. Des modalités d'élection des membres de la première branche : les représentants seront élus par les peuples des États ;
5. Des modalités d'élection des membres de la seconde branche : les représentants seront élus par les membres de la première branche parmi des candidats proposés par les systèmes législatifs de chaque État ;
6. Que chaque branche ait le droit de proposer un texte et que cette Législature nationale soit compétente dans les cas suivants : pour ce qui était du domaine de compétence du Congrès de la Confédération, pour tout ce qui n'est pas du ressort des États séparés, ou lorsque la législation des États peut rompre l'harmonie de l'Union, pour rejeter une loi d'un État qui contreviendrait d'après la Législature nationale aux Articles de l'Union et pour demander l'usage de la force contre tout État manquant à ses obligations envers l'Union ;
7. Que l'Exécutif national soit institué, et désigné par la Législature nationale pour un mandat non renouvelable ;
8. Qu'un Conseil de révision composé des membres de l'exécutif et de certains membres du judiciaire soit autorisé à examiner chaque acte de la législature avant son entrée en vigueur, y compris le rejet d'une loi d'un des États. La décision du Conseil s'impose à moins que l'acte soit voté à nouveau ;
9. Que le pouvoir judiciaire soit constitué d'un ou plusieurs tribunaux suprêmes (dernier ressorts) et de tribunaux inférieurs (premier ressort) désignés par la législature. Leur compétence comprendra : la piraterie et les infractions en haute mer, les ennemis capturés, les cas mettant en cause des étrangers ou des citoyens d'autres États, les cas en relation avec la collecte du Revenu national, la destitution de responsables nationaux et tout ce qui touche à la paix et l'harmonie nationale ;
10. Qu'un nouvel État puisse être admis dans l'Union par un vote non unanime de la Législature nationale ;
11. Que les États-Unis garantissent à chaque État un gouvernement républicain et son territoire, mis à part pour une fusion volontaire de ceux-ci avec un autre État ;
12. Que le Congrès actuel garde son autorité et ses privilèges pour l'accomplissement de ses engagements jusqu'à une date postérieure à l'adoption des Articles d'Union ;
13. Qu'il soit possible d'amender les Articles d'Union quand nécessaire sans l'autorisation préalable de la Législature nationale ;
14. Que les pouvoirs exécutifs et judiciaires de chaque État jurent d'appliquer les Articles d'Union ;
15. Que les Articles d'Union soient, en temps opportun, après approbation par le Congrès soumis pour approbation à une assemblée de représentants choisis par les législatures des États et expressément choisis par le peuple.

Le Virginia Plan donne dès le départ le ton de la Convention : le champ du débat est élargi bien au-delà de la simple correction des Articles de la Confédération. Il s'agit de créer un véritable nouvel État qui contient les treize États existants. Pour cela on s'appuie davantage sur le peuple des États-Unis considéré comme un tout que sur des États souverains et l'Union a autorité pour se prononcer sur les lois des États.
L'innovation réside dans la séparation du pouvoir en trois parties (pouvoirs législatif, exécutif et judiciaire) et en l'assurance d'un équilibre entre elles grâce à un système de « poids et contrepoids » (« check and balances »). Cette forme nouvelle de gouvernement est inspirée des écrits de Locke et Montesquieu. Il est également proposé un système législatif à deux chambres : une chambre basse élue par le peuple et une haute élue par la première. La répartition du nombre de sièges dans chaque chambre sera le point de débat et d'opposition principal entre les « petits » et les « grands » États au cours de la Convention. L'exécutif dont le seul but est d'assurer la bonne application de la volonté du législatif doit être désigné par celui-ci. L'équilibre des pouvoirs est assuré par la possibilité qu'a un comité émanant de l'exécutif et du judiciaire de poser son veto à une décision du législatif. Ce veto peut toutefois être outrepassé par une majorité non spécifiée dans la proposition.

## Discussion du plan de Virginie
À la suite de cette première proposition, le point de désaccord principal lors de la Convention est la représentation des États dans chacune des deux chambres législatives. Le plan de Virginie propose dans les deux chambres un nombre de voix pour chaque État fonction de sa population libre ou de sa contribution, ce qui revient dans l'esprit des proposants à considérer les États-Unis comme un État et l'ensemble des citoyens des États-Unis comme un peuple duquel provient directement la légitimité du gouvernement, sans l'intermédiaire des États. La même logique rend inutile une unanimité des États dans l'acceptation d'un nouvel État comme membre de l'Union. Ce système a la faveur des États les plus peuplés (la Virginie était à l'époque l'État le plus peuplé), mais est rejeté par les États plus petits qui craignent d'être écrasés et de voir leur souveraineté bafouée. Les Articles de la Confédération donnaient pour leur part un poids égal à tous les États, chacun ayant une voix à exprimer.
Dès le lendemain de sa présentation, le plan est examiné dans le cadre d'un comité (Committee of the whole) réunissant tous les délégués et dont les réunions remplacent momentanément la convention. Cet examen approfondi dure deux semaines du 30 mai au 13 juin. Il en résulte un rapport donnant une version modifiée du plan en dix-neuf points qui respecte l'essentiel de ce que proposait Randolph. Le débat avait pourtant amené Roger Sherman et Oliver Ellsworth à proposer dès le 11 juin que les votes soient répartis différemment dans les deux chambres législatives. Cette proposition avait été rejetée par six voix contre cinq.
Le plan de Virginie amendé demeure inacceptable pour certains délégués pour plusieurs raisons dont les principales sont :
- Le mode de représentation proposé va à l'encontre de l'égalité entre les États et l'autorité du Congrès bafoue leur souveraineté d'États indépendants, ce qui est contradictoire avec la Déclaration d'indépendance elle-même, avec le traité de Paris qui donne l'indépendance des États comme base de la paix et avec la pratique qui avait existé jusque-là dans toutes les représentations des colonies. Cette interprétation de la Déclaration d'indépendance est rejetée le 19 juin par Wilson, soutenu par Hamilton. Pour eux, les États ne sont pas indépendants les uns des autres mais formant une Confédération, ils sont collectivement indépendants du Royaume-Uni ;
- En proposant un nouveau mode de gouvernement plutôt que le simple amendement des Articles de la Confédération, la Convention agit illégalement, au-delà de sa compétence ;
- L'extrême nouveauté des idées avancées fait craindre un rejet de la part des législatures des États dont l'adhésion au texte est nécessaire pour sa ratification ;
- Le conseil de révision avec son contrôle de constitutionnalité divise les délégués sur le fait qu'il pourrait aboutir à un gouvernement des juges ;
- La conception la plus répandue du républicanisme, influencée par Montesquieu, soutient que la république est un régime qui convient mieux aux petites communautés qu'aux grandes (les personnes sont « plus heureuses dans les petits États que dans les grands »[6]), ce qui est un argument contre la constitution d'une grande démocratie englobant les treize anciennes colonies.

En conséquence, la convention se réunit à nouveau le 14 juin pour décider à la demande des délégués du New Jersey d'ajourner la séance, leur permettant ainsi de mettre au point un autre plan en réponse à celui de Randolph.
Bien que le plan de Virginie soit loin d'avoir été adopté tel quel par la Convention, son influence sur la Constitution des États-Unis à laquelle il servit de base est telle qu'elle vaut à James Madison le surnom de « père de la Constitution ».